# Temnodontozaur
Temnodontozaur (Temnodontosaurus) – rodzaj wczesnojurajskich ichtiozaurów z rodziny Leptonectidae lub Temnodontosauridae.

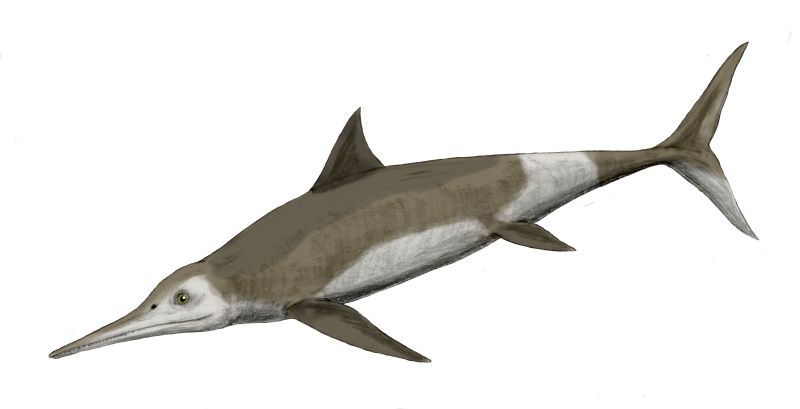

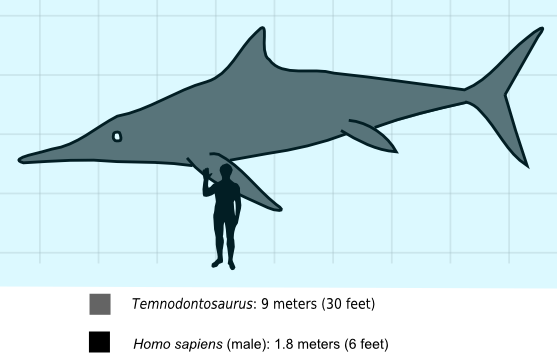
porównanie rozmiarów temnodontozaura i człowieka

Temnodontosaurus platyodon osiągał długość 5 do 9 metrów. Największy z rodzaju Temnodontosaurus, porównywalny do olbrzymich triasowych ichtiozaurów.  Reprezentował całkowicie inną linię ewolucyjną. Przednie i tylne kończyny były w przybliżeniu równej długości, dość wąskie z jedynie trzema lub czterema palcami. Pysk długi, uzbrojony w stożkowate zęby. Ogon i płetwa grzbietowa były prawdopodobnie mniejsze niż u innych ichtiozaurów. Duże oczy o średnicy 264 mm, jedne z największych znanych w przyrodzie wskazują na wyśmienity wzrok przydatny w głębokiej wodzie. 
Znaleziony w pokładach synemuru Dolnej Jury w Lyme Regis, Dorset.
Gatunki temnodontozaura:
- Temnodontosaurus azerguensis Martin, Fischer, Vincent i Suan (2012)[4]
- Temnodontosaurus crassimanus (Blake, 1876)
- Temnodontosaurus eurycephalus McGowan, 1974
- Temnodontosaurus nuertingensis (von Huene, 1931)
- Temnodontosaurus platyodon (Conybeare, 1822; gatunek typowy)
- Temnodontosaurus trigonodon (von Theodori, 1843)